# 大阪市立津守小学校
大阪市立津守小学校（おおさかしりつ つもりしょうがっこう）は、大阪府大阪市西成区津守にあった公立小学校。

## 概要
明治時代初期に設置された小学校が起源となっている。学校は大阪市顕彰史跡・津守新田会所跡に建っていた。敷地内には大阪市立津守幼稚園を併設していた。
しかし地域の児童減少に伴い、2015年3月に大阪市立梅南小学校と統合して閉校となった。また津守幼稚園についても、2015年3月に閉園となっている。

## 沿革

### 学校創立
明治時代初期の学制発布に伴い、西成郡津守新田に設置された第二中学区第六区一小区八番小学校（西成郡第八番津守小学校）を起源とする。
1875年10月15日に津守新田会所の一室（津守村大字東島）で開校した。
津守新田は明治時代初期、当時の勝間村と村行政を合同でおこなうことになった。これに伴い1884年には、勝間村にあった玉出小学校の分校扱いになり、玉津尋常小学校分校と称した。しかし町村制により津守新田は現在の大正区・港区にあたる地域の新田とともに西成郡川南村となったことで、1889年に玉出小学校より再独立し、津守簡易小学校となった。
その後1893年には西成郡津守尋常小学校となった。この間、1896年から1903年まで、津守村は今宮村と共同で村政を敷いたことに伴い、今宮村との学校組合によって学校が運営された。津守村が独立村政となった1903年に組合は解消している。
1902年に津守村字北島新田に移転している。この場所は、現在の住居表示では西成区津守2丁目7番付近になる。現在の津守神社北側、津守公園の場所にあたる。

### 津守尋常高等小学校
高等科は従来、大阪市内の木津・恵美第一・泉尾第一の各尋常高等小学校に委託していた。1917年には委託を解く形で津守校に高等科を併設し、西成郡津守尋常高等小学校と称した。
児童の増加により、1922年5月1日には津守村南島（現在の大阪市西成区南津守6丁目、大阪市立南津守小学校敷地）に分教場を設置した。分教場は1924年に独立し、西成郡津守第二尋常小学校（現在の南津守小学校）となった。これに伴い当校も西成郡津守第一尋常高等小学校へと改称している。
1925年4月には津守村は大阪市に編入され、大阪市津守第一尋常高等小学校へ改称した。さらに大阪市編入直後の1925年10月には、津守村の時代から計画を進めていた分離新設校の設置が実現する形で、大阪市津守第三尋常小学校（現在の大阪市立北津守小学校）を分離している。

### 国民学校
国民学校令により、1941年には大阪市津守国民学校へと改称している。
太平洋戦争の戦局悪化により、政府は1944年、大阪市を含む大都市の国民学校初等科児童を学童疎開させる方針を決定した。疎開は縁故を原則としたが、縁故疎開に頼らない児童は学校単位で集団疎開を実施することになった。大阪市では国の方針を受けて学童集団疎開を具体化し、当時の22行政区各区ごとに疎開先の府県を指定した。当時の西成区では大阪府南部（泉州地域）および和歌山県が疎開先に割り当てられた。
津守国民学校では1944年9月7日、和歌山県海草郡加太町（現在の和歌山市）への集団疎開に出発した。しかし戦局悪化に伴い、疎開先も危険になったとして1945年8月2日には滋賀県甲賀郡伴谷村（現在の甲賀市）に再疎開を実施している。1945年10月26日に集団疎開から帰阪している。

### 津守小学校
学制改革に伴い、1947年に大阪市立津守小学校へ改称した。
また学制改革によって新制中学校制度が発足したことに伴い、1947年4月には大阪市立西成第三中学校（現在の大阪市立成南中学校）の仮校舎を津守小学校内に設置した。西成第三中学校は1948年3月に津守小学校校舎から退去した。
1948年4月には中学校校区再編により大阪市立西成第四中学校（現在の大阪市立鶴見橋中学校）が新設されることになり、西成第四中学校の仮校舎を津守小学校内に置いた。西成第四中学校は1948年6月、現在地に独立校舎を建てて移転している。
1950年9月3日のジェーン台風、1951年10月14日のルース台風では、相次いで校舎床上浸水の被害を受けた。
1953年8月には西成区津守町東5丁目121番地（のち住居表示で西成区津守3丁目1番66号）に校舎竣工し、同年9月1日より本校機能を移転している。この場所は、元々の学校発祥の地でもある津守新田会所跡にもあたる。
この時点では一部学年と幼稚園については旧本校に残留し、旧本校を分校へと変更した。
分校は1957年6月27日の台風5号で、床上浸水の被害を受けている。
1958年3月には本校での校舎建設が完了し、これに伴い分校を廃止して本校に全面統合移転している。

### 統合による閉校
2000年代に入ると、地域の児童の減少により、津守小学校の統廃合が打ち出された。
津守小学校は、大阪市立梅南小学校と統合して2015年3月に閉校となった。在校生は2015年4月より、大阪市立梅南津守小学校に通学することになった。

### 津守幼稚園
1948年11月、大阪市立玉出幼稚園分園が津守小学校内に併設されたことが、津守幼稚園の始まりとなっている。玉出幼稚園分園は1949年3月に大阪市立津守幼稚園に改編され、津守小学校の併設園となった。
当時の場所は移転前の津守小学校の場所（現在の津守公園。現在の津守2丁目7番）にあった。1953年の津守小学校の移転後もしばらくは元の場所にあったが、1958年に園舎が完成して、移転した津守小学校内（現在の津守3丁目1番）に移転した。
しかし大阪市の方針により、2010年代には閉園方針が打ち出された。閉園反対運動も起きたものの、2013年度に募集停止し、園児が卒業した2015年3月に閉園となっている。

### 年表
- 1875年10月15日 - 第二中学区第六区一小区八番小学校として創立。
- 1882年2月 - 西成郡津守尋常小学校と改称。
- 1884年 - 勝間村との行政組合となる。西成郡玉津尋常小学校（現在の大阪市立玉出小学校）分校となる。
- 1889年5月28日 - 西成郡津守簡易小学校として再独立。
- 1893年1月31日 - 西成郡津守尋常小学校と改称。
- 1902年10月15日 - 津守村字北島新田（現在の西成区津守2丁目7番付近）に移転。
- 1917年4月1日 - 高等科を併設。西成郡津守尋常高等小学校と改称。
- 1922年5月1日 - 分教場を設置。
- 1924年4月1日 - 分教場が西成郡津守第二尋常小学校（現在の大阪市立南津守小学校）として分離独立。これに伴い西成郡津守第一尋常高等小学校と改称。
- 1925年4月1日 - 津守村が大阪市に編入したことに伴い、大阪市津守第一尋常高等小学校と改称。
- 1925年10月30日 - 大阪市津守第三尋常小学校（現在の大阪市立北津守小学校）を分離。
- 1934年9月21日 - 室戸台風で校舎が浸水する被害を受ける。
- 1941年4月1日 - 国民学校令により、大阪市津守国民学校と改称。
- 1944年9月7日 - 和歌山県に集団疎開。
- 1945年8月2日 - 疎開先も危険として、滋賀県に再疎開。
- 1945年11月1日 - 終戦に伴い授業再開。
- 1947年4月1日 - 学制改革により、大阪市立津守小学校と改称。
- 1948年11月6日 - 校内に大阪市立玉出幼稚園分園を開設。
- 1949年3月 - 玉出幼稚園分園を大阪市立津守幼稚園に改編、津守小学校の併設園とする。
- 1953年8月3日 - 現在地に校舎竣工。
- 1953年9月1日 - 現在地での授業を開始。旧校舎は分校として一部学年と幼稚園が使用。
- 1958年3月 - 分校を廃止し本校に完全統合。幼稚園も本校校舎内に移転。
- 1965年3月 - 津守新田会所跡が大阪市顕彰史跡に指定。敷地内に顕彰碑が設立される。
- 1972年4月 - 大阪市立梅南中学校の開校に伴い、卒業生の進学先が従来の鶴見橋中学校から梅南中学校に変更。
- 2014年9月19日 - 大阪市会の議決により、閉校と2015年4月からの梅南小学校との統廃合が正式決定。
- 2015年3月31日 - 津守小学校が閉校。津守幼稚園も閉園。

## 通学区域
- 大阪市西成区 津守（一部を除く）、北津守4丁目（一部）
  - 卒業生は大阪市立梅南中学校に進学していた。

## 跡地利用
跡地については、地域主体で子どもの遊び場や居場所づくりなどを確保するプレーパーク事業「にしなりジャガピーパーク」の会場として、定期的に開放されている。

## 交通
- 南海汐見橋線 西天下茶屋駅 北西へ約600m、または津守駅 南へ約800m。
- 南海本線・Osaka Metro堺筋線 天下茶屋駅 西へ約1.4km。
- Osaka Metro四つ橋線 花園町駅 南西へ約1.3km、または岸里駅 北西へ約1.4km。
- 大阪シティバス 津守神社前バス停、梅南3丁目バス停、橘3丁目バス停。